# Antonio Chimenti
Antonio Chimenti (Bari, 30 de junho de 1970<) é um ex-futebolista italiano que atuava como goleiro.
Curiosamente no final de uma partida contra a Sampdoria, pelo Campeonato Italiano de 2009–10, Chimenti ficou irritado com um gol que levou e socou uma mesa do vestiário, vindo a sofrer uma fratura em sua mão.

## Títulos
Juventus
- Campeonato Italiano: 2002–03
- Supercopa da Itália: 2002 e 2003